# Głęboki Nurt
Głęboki Nurt – cieśnina łącząca Zalew Szczeciński z cieśniną Dziwną. Oddziela stały ląd (Wybrzeże Trzebiatowskie) od wyspy Wolin, a dokładnie jego półwyspu Rów.
W całości znajduje się w gminie Wolin, jednak jego zachodnia część znajduje się granicach administracyjnych miasta Wolin.
Po wschodniej stronie cieśniny znajduje się wzniesienie Wydrza Góra, a przy północnej Gołogóra. Nad Głębokim Nurtem położona jest wieś Zagórze.
Nazwę Głęboki Nurt wprowadzono urzędowo rozporządzeniem w 1949 roku, zastępując poprzednią niemiecką nazwę Der tiefe Zug.